# Jan Domaszewicz
Jan Domaszewicz (ur. 23 czerwca 1866 w powiecie kowieńskim, zm. 23 stycznia 1932 w Stanach Zjednoczonych) – polski duchowny Kościoła katolickiego, autor prac teologicznych i ascetycznych.

## Życiorys
Był uczniem gimnazjum w Kownie. W 1883 wstąpił do seminarium w Wilnie. Święcenia kapłańskie przyjął 16 lipca 1889. Po święceniach pracował w Białymstoku, w późniejszych latach był proboszczem w Odelsku, Wysokiem Litewskim i Turośni (od 1897).  Władze rosyjskie prowadziły przeciwko niemu postępowania za prowadzenie zbiórki na cele parafii w 1893 i odprawienie procesji wokół kościoła - w czasie, gdy był proboszczem w Odelsku.
W 1906 wyjechał do Stanów Zjednoczonych. Przez pierwsze trzy lata pracował w polskim seminarium w Orchard Lake, następnie był proboszczem w Morris Run, Exeter, Eynon, Buttonwood i Mocanaqua w diecezji Scranton, przez ostatnie cztery lata życie pracował jako kapelan sierocińca św. Stanisława w Sheatown. W 1914 starał się o ponowne przyjęcie do diecezji wileńskiej, ale ostatecznie do Polski nie powrócił

## Twórczość
Był autorem prac teologicznych i ascetycznych o charakterze popularyzatorskim, m.in. zajmował się św. Tomaszem z Akwinu.

### Dzieła
- Eucharystya.... dogmatycznie na podstawie św. Tomasza Doktora Anielskiego, 1900 r.  (wznowiona w 2023 nakładem Wydawnictwa ANTYK pt.: Eucharystia. Sakrament i Ofiara. Dogmatycznie na podstawie św. Tomasza Doktora Anielskiego, z podaniem nauczania Soboru Trydenckiego.
- Anioł Stróż, na podstawie św. Tomasza, 1900 r. (wznowiona w 2023 roku nakładem wyd. Pardwa)

- Odpusty (Indulgentiae: jeden z najpiękniejszych i najbardziej pocieszających dogmatów Kościoła rzymsko-katolickiego), 1891 r.
- Oblubienica Boska, mistyczne objaśnienie Pieśni nad Pieśniami Salomona, 1893 oraz 1913 r.
- Mały katechizm rzymsko-katolicki do użytku szkolnego i domowego, 1896 r.
- Ze Skarbnicy wiedzy teologicznej, 1899 r.
- Świat i człowiek, studium dogmatyczne na podstawie św. Tomasza, 1899 r.
- Celibat czyli bezżeństwo katolickich kapłanów, 1900 r.
- O Messyaszu, 1902 r.
- Z kolebki chrześcijaństwa czyli Prawdy Wiary stwierdzone życiem pierwszych Chrześcijan, 1913 r.
- Niezwykłe skarby, krótkie uwagi wedle nauki Świętych i Kościoła, wyd. drugie 1918 r.
- Krótkie żywoty Świętych, 1918 r. (jak sam Autor określił – pierwsze w literaturze polskiej Żywoty Świętych uzupełnione o brakujących Świętych Papieży, niektórych Świętych Polskich, Patronów Ameryki czy najnowszych Świętych – ostatnie kanonizacje).
- Nieznane żywoty Świętych, 1925 r.